# Tichon (Sofijczuk)
Tichon, imię świeckie Wasylij Nikołajewicz Sofijczuk (ur. 1 stycznia 1965 w Storożyńcu) – biskup Ukraińskiego Kościoła Prawosławnego Patriarchatu Moskiewskiego.

## Życiorys
Po ukończeniu szkoły średniej w Czerniowcach (1982), rozpoczął studia radiotechniczne na wydziale ogólnotechnicznym Czerniowieckiego Uniwersytetu Państwowego. W latach 1983–1986 odbył służbę wojskową w marynarce wojennej, po czym kontynuował studia na uniwersytecie w Czerniowcach, a następnie pracował jako inżynier w czerniowieckiej fabryce „Grawiton”.
W 1991 wstąpił do seminarium duchownego w Kijowie, które ukończył w 1993. Naukę kontynuował w Kijowskiej Akademii Duchownej, kończąc ją uzyskaniem stopnia kandydata teologii (1997). W latach 1995–1998 zarządzał sektorem zaocznym Kijowskiej Akademii Duchownej i Seminariów oraz wchodził w skład kolegiów redakcyjnych czasopism Prawosławnyj wisnik i Cerkowna prawosławna gazeta.
20 marca 1996 w ławrze Peczerskiej złożył wieczyste śluby mnisze z imieniem Tichon na cześć św. Tichona, patriarchy moskiewskiego. W tym samym roku został wyświęcony na hierodiakona (31 marca) i hieromnicha (2 czerwca). 9 grudnia 1996 został opiekunem cerkwi Spaskiej na Berestowie (w ławrze Peczerskiej).
W latach 1996–2001 w kijowskich uczelniach teologicznych wykładał teologię moralną, prawo kanoniczne i ascetykę. W tym samym okresie był sekretarzem kolegium redakcyjnego pisma Trudy KDA. W 1998 podniesiony do godności ihumena.
W 2001 został przełożonym skitu „Cerkowszczyna” w Pustelni Gołosiejewskiej.
W 2010 otrzymał godność archimandryty. W tym samym roku został namiestnikiem monasteru Narodzenia Matki Bożej w uroczysku „Cerkowszczyna”.
W 2014 wszedł w skład Głównej Komisji ds. Kanonizacji Świętych eparchii kijowskiej UKP PM.
Postanowieniem Świętego Synodu Ukraińskiego Kościoła Prawosławnego Patriarchatu Moskiewskiego, nominowany 18 października 2016 na biskupa hostomelskiego, wikariusza eparchii kijowskiej. Chirotonia biskupia miała miejsce 9 grudnia 2016 w cerkwi Świętych Antoniego i Teodozjusza Pieczerskich w ławrze Peczerskiej, pod przewodnictwem metropolity kijowskiego i całej Ukrainy Onufrego.
W listopadzie 2022 r. został ordynariuszem eparchii romeńskiej. W roku następnym otrzymał godność arcybiskupa